# Escut de la Selva del Camp

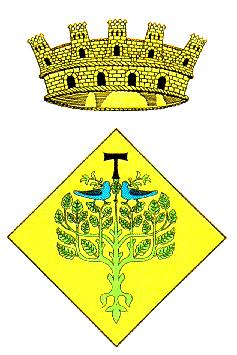
Escut oficial de la Selva del Camp

L'escut oficial de la Selva del Camp, aprovat el 25 de setembre del 1992, té el següent blasonament: 
Escut caironat: d'or, un arbre de sinople somat d'una creu de santa Tecla de sable a la branca central i de 2 moixons afrontats reguardant d'atzur amb una branca de sinople al bec a les dels extrems. Per timbre una corona mural de vila.
L'arbre amb els dos ocells és el senyal tradicional de la vila, i és una al·lusió al nom de la localitat. La creu de Tau és la creu de santa Tecla, patrona de Tarragona, i recorda els arquebisbes d'aquesta ciutat, que foren els senyors de la Selva del Camp.

## Bandera

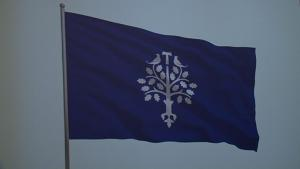
Bandera de la Selva del Camp, escollida per votació popular l'octubre de 2015.

Un estendard de fons blau atzur amb l'escut de la vila en blanc al centre format per una alzina encapçalada per dos ocells i la "T" de tau. Aquest és el disseny de la bandera que representa des del passat mes d'octubre a la Selva del Camp. El consistori va engegar el procés el 2013 i va ser durant el cap de setmana de la Fira 2015 en el qual els vilatans van escollir entre les tres propostes. L'opció guanyadora es va imposar amb un 65% dels vots, 355 en total. Seguida de lluny per les dues altres propostes que compartien disseny, amb la diferència que també hi integraven la creu de Sant Jordi.
L'heràldica, amb l'arbre i els moixons que fan referència al món vegetal i animal de la Selva i la “T” de tau o de Santa Tecla, testimonia el domini de Tarragona arran de la Carta de Població atorgada a la Selva per l'Arquebisbe Hub de Cervelló l'any 1165. Coincidint amb el 850è aniversari de la Carta de Població, era el moment idoni per crear la bandera pròpia. La primera referència documentada que es té de la bandera de la vila data del 5 d'agost de 1543, coincidint amb la invasió turca a la costa del mediterrani. Mossèn Joan Pié deixava escrita la creació de la bandera que representava la Selva en aquella època.